# Abuja
|  | Per a altres significats, vegeu «emirat d'Abuja». |

Abuja, amb una població estimada d'1.078.700 habitants, és la capital de Nigèria. Quan es va decidir llevar la capitalitat a Lagos el 1976, es va triar per al territori de la capital una localització prop del centre del país. La ciutat d'Abuja, de nova planificació, es va situar al centre del que avui dia és conegut com el Territori de la Capital Federal. Abuja va esdevenir oficialment la capital nigeriana el 12 de desembre de 1991. Les coordenades de situació són 9° 10′ N i 7° 10′ E.
La majoria d'estats amb representació diplomàtica a Nigèria han traslladat les ambaixades a Abuja i mantenen els seus antics edificis com a consolats a la capital comercial, Lagos.
L'atracció principal d'Abuja és l'anomenada Aso Rock, un monòlit de 400 m d'alçària que ha quedat aïllat de la resta del terreny per acció de l'erosió de l'aigua. El Complex Presidencial, l'Assemblea Nacional, el Tribunal Suprem i la major part de la ciutat s'estenen al sud de la roca. Aso significa "victoriós" en la llengua dels avui dia desplaçats asokoro (el poble de la victòria).
Altres punts d'interès són la Mesquita Nacional i la catedral del Centre Ecumènic Nacional. La ciutat també té aeroport, i a prop s'hi pot trobar una altra roca famosa, l'anomenada Zuma Rock. La major part de la ciutat encara no està construïda segons la planificació inicial, i molts edificis estan per acabar.
El ràpid creixement de la població de la ciutat a finals del segle xx fou causat principalment pels bons resultats de la indústria petroliera a alta mar.

## Història

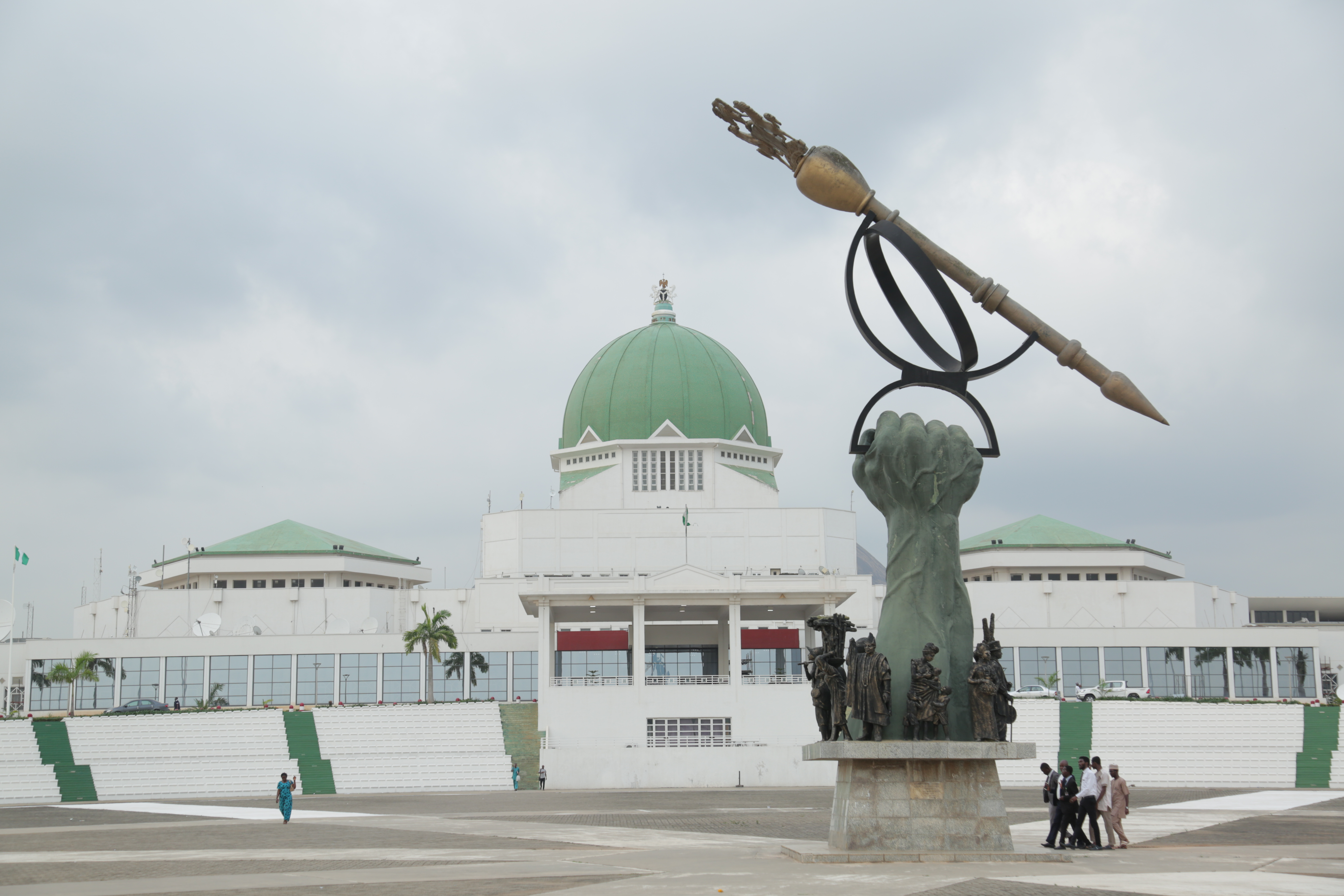
Edifici de l'Assemblea Nacional amb Mace, Abuja, Nigèria

Abuja_Millenium_Park_2019_01

Abuja era a principis del segle XX el nom de la ciutat propera ara anomenada Suleja.
Els habitants indígenes d'Abuja són els gbagyi (Gwari), amb la llengua gbagyi antigament la llengua principal de la regió. Altres grups de la zona inclouen els Bassa, Gwandara, Gade, Dibo, Egburra, Nupe i Nkoroo. A la llum de les divisions ètniques i religioses de Nigèria, des de la independència de Nigèria s'havien ideat plans per tenir la seva capital en un lloc considerat neutral per a tots els principals partits ètnics, i també molt a prop de totes les regions de Nigèria. La ubicació es va designar finalment al centre del país a principis dels anys setanta, ja que significava neutralitat i unitat nacional. Un altre impuls per a Abuja va venir a causa del boom demogràfic de Lagos que va fer que en aquella ciutat s'amuntegués la gent en condicions miserables. Com que Lagos ja estava experimentant un ràpid desenvolupament econòmic, el règim nigerià va sentir la necessitat d'expandir l'economia cap a l'interior del país i, per tant, va decidir traslladar la seva capital a Abuja. La lògica utilitzada era semblant a la manera com el Brasil va planificar la seva capital, Brasília.
El govern militar federal de Nigèria, va promulgar el decret núm. 6 el 4 de febrer de 1976, que va iniciar el trasllat de la capital federal de Lagos a Abuja. El treball inicial per a la planificació i implementació d'Abuja va ser realitzat pel govern militar del general Murtala Mohammed i Olusegun Obasanjo. Tanmateix, la fundació d'Abuja estava sota l'administració de Shehu Shagari el 1979. La construcció va començar l'any 1979, però, a causa de la inestabilitat econòmica i política, les etapes inicials de la ciutat no es van completar fins a finals dels anys vuitanta.
El trasllat de la capital de Nigèria a Abuja va ser controvertit, i l'oposició més gran va ser liderada per Obafemi Awolowo. Awolowo, com a polític i representant del poble ioruba, va defensar les seves reivindicacions contra el trasllat de la capital des de Lagos. Durant la molt disputada campanya per a la presidència, es va comprometre a contractar la corporació nord-americana Walt Disney per convertir el nou lloc (Abuja) en un parc d'atraccions si era elegit. No obstant això, després de la seva elecció com a president, Alhaji Shehu Shagari va establir les primeres bases per a la infraestructura d'Abuja i va impulsar la seva finalització anticipada. El seu primer viatge fora de Lagos després de la seva elecció va ser a Abuja, on va visitar contractistes i treballadors per instar a completar ràpidament el projecte. Al seu retorn, va confiar a Alhaji Abubakar Koko la seva decepció pel lent progrés del treball. Shehu Shagari va reprogramar el trasllat previst a Abuja de 1986 a 1982, que després va resultar difícil de realitzar.
L'International Planning Associates (IPA) va ser encarregat el juny de 1977 per l'Autoritat Federal de Desenvolupament del Capital (FCDA) per produir el Pla Director d'Abuja i la seva xarxa regional. Segons els termes de referència, el procés de planificació general havia d'incloure una revisió de les dades rellevants, la selecció d'un lloc de la capital, la preparació de plans regionals i de ciutat i el manual d'estàndards de disseny i desenvolupament adjunt.
L'IPA no existia abans del compromís del govern nigerià amb una empresa de renom internacional per dissenyar el pla director. IPA va ser formada per un consorci de tres empreses nord-americanes que van guanyar la licitació competitiva mundial. Les empreses eren Planning Research Corporation (PRC), Wallace, McHarg, Roberts i Todd i Archisystems (una divisió de l'Organització Hughes). Després de guanyar la licitació i finalitzar el projecte, les empreses es van dissoldre.
L'informe final es va presentar al secretari executiu pioner de la FCDA, Alhaji Abubakar Koko, el 15 de febrer de 1979. En el pròleg del pla director, IPA va fer la següent declaració:
| « | El pla director d'Abuja, la nova capital de Nigèria, representa la culminació de 18 mesos de treball per part de la junta de l'Autoritat Federal de Desenvolupament del Capital (FCDA), diversos consultors de panells assessors. Sense els esforços incansables d'aquests experts, l'impuls que ara es mostra a la implantació real de la nova capital no s'hauria pogut aconseguir. L'inici del mateix pla representa una fita en el procés de construcció de la nova capital, un element necessari en l'esforç monumental a punt de dur a terme pel poble nigerià. | » |

El pla director d'Abuja va definir l'estructura general i els principals elements de disseny de la ciutat que ara són visibles. El disseny més detallat de les zones centrals de la capital, especialment del seu nucli monumental, va ser realitzat per l'arquitecte japonès Kenzō Tange, amb el seu equip d'urbanistes i a l'empresa Urtec. La majoria dels països van traslladar les seves ambaixades a Abuja, i molts mantenen les seves antigues ambaixades com a consolats a Lagos, la capital comercial de Nigèria. Abuja és la seu de la Comunitat Econòmica dels Estats de l'Àfrica Occidental (ECOWAS) i la seu regional de l'OPEP. Abuja i la FCT han experimentat un gran creixement demogràfic; s'ha informat que algunes zones al voltant d'Abuja han anat creixent entre un 20% i un 30% per any. Els assentaments i ciutats okupes s'han estès ràpidament dins i fora dels límits de la ciutat. Desenes de milers de persones han estat desallotjades des que l'antic ministre de la FCT Nasir Ahmad el-Rufai va iniciar una campanya de demolició el 2003.

## Geografia

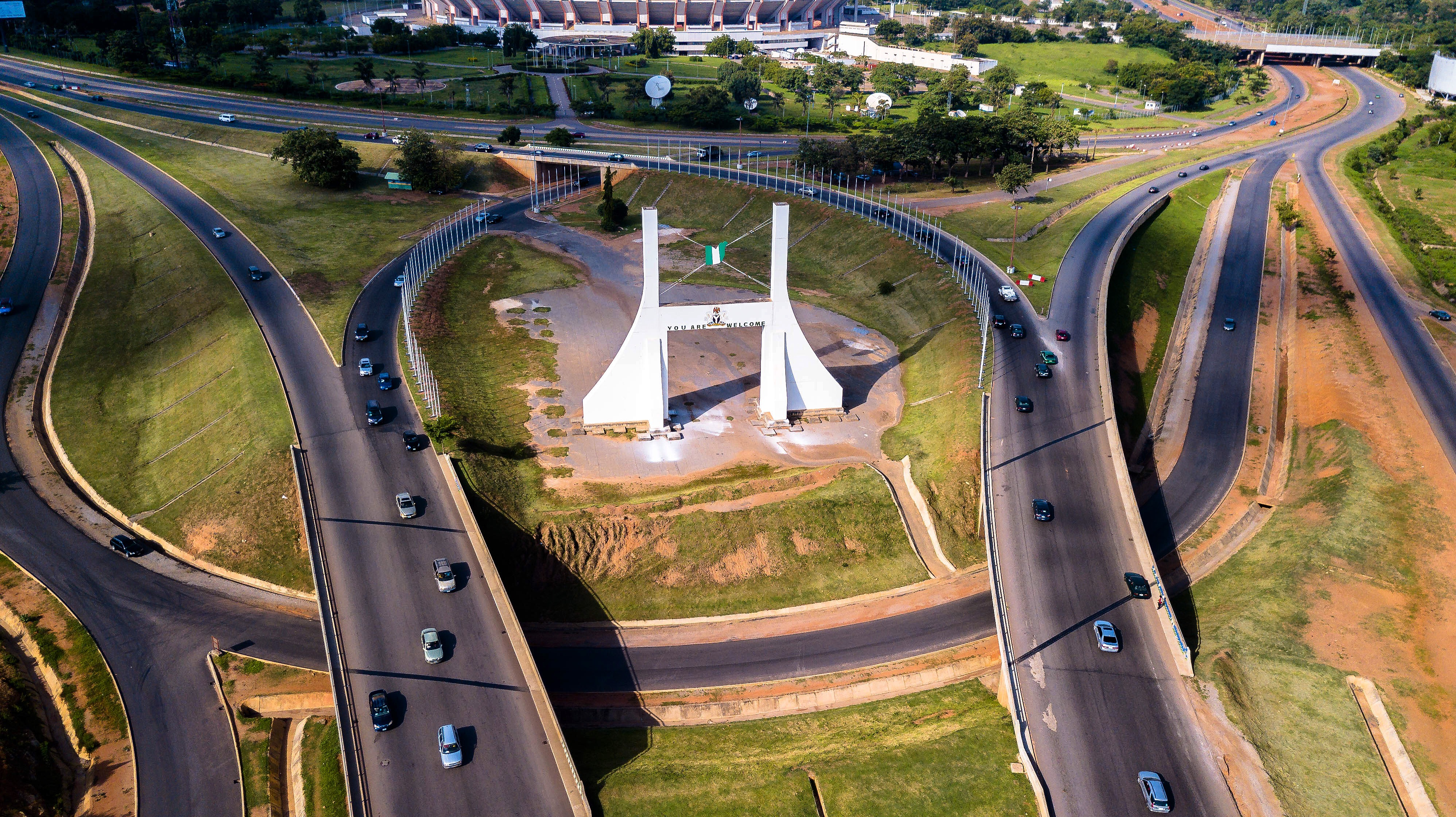
Abuja, Nigèria

L'altitud és de 360 m.

### Clima
Abuja sota la classificació climàtica de Köppen presenta un clima tropical humit i sec (Köppen: Aw). La FCT experimenta tres condicions meteorològiques anuals. Això inclou una estació de pluges càlida i humida i una estació seca intensa. Entre les dues, hi ha un breu interludi d’harmattan ocasionat pel vent alisis del nord-est, amb la característica principal de la boira de pols i el cel sense núvols.
L'estació de pluges comença a partir d'abril i acaba a l'octubre, quan les temperatures diürnes arriben de 28 °C a 30 °C i els mínims nocturns ronden els 22 °C a 23 °C. A l'estació seca, les temperatures diürnes poden pujar fins als 40 °C i les temperatures nocturnes poden baixar fins als 15 °C. Fins i tot a les nits més fresques poden seguir temperatures diürnes molt superiors (30 °C). L'altitud mitjana i el terreny ondulat de la FCT actuen com a influència moderadora del clima del territori. La ubicació de la ciutat a l'interior fa que la variació de temperatura diürna sigui molt més gran que les ciutats costaneres amb climes similars com Lagos.
Les precipitacions a la FCT reflecteixen la ubicació del territori al costat de barlovent de l'altiplà de Jos i la zona de les masses d'aire en augment, amb la ciutat rebent pluges freqüents durant l'època de pluges d'abril a octubre cada any.
Els efectes del canvi climàtic s'han observat a Abuja, segons un estudi realitzat per l'Agència Meteorològica de Nigèria i el Grup de Ciències Atmosfèriques de la Universitat Estatal d'Imo. Entre 1993 i 2013, la temperatura màxima mitjana va tenir una tendència a la baixa, però les temperatures mitjanes i mínimes van tenir una tendència a l'alça. Hi va haver una tendència a la baixa de les pluges a Abuja, segons dades recollides entre 1986 i 2016. La probabilitat d'ocurrència de sequera a Abuja va augmentar un 15,4% entre 1975 i 2014.

### Vegetació
La FCT es troba dins de la zona de mosaic de sabana i bosc de Guinea de la subregió de l'Àfrica Occidental. No obstant això, hi ha zones de selva tropical a les planes de Gwagwa, especialment al terreny accidentat de les parts del sud-est del territori, on es troba un paisatge de barrancs i terreny accidentat. Aquestes àrees del Territori de la Capital Federal (FCT) formen una de les poques ocurrències supervivents de la vegetació forestal madura a Nigèria.

### Galeria

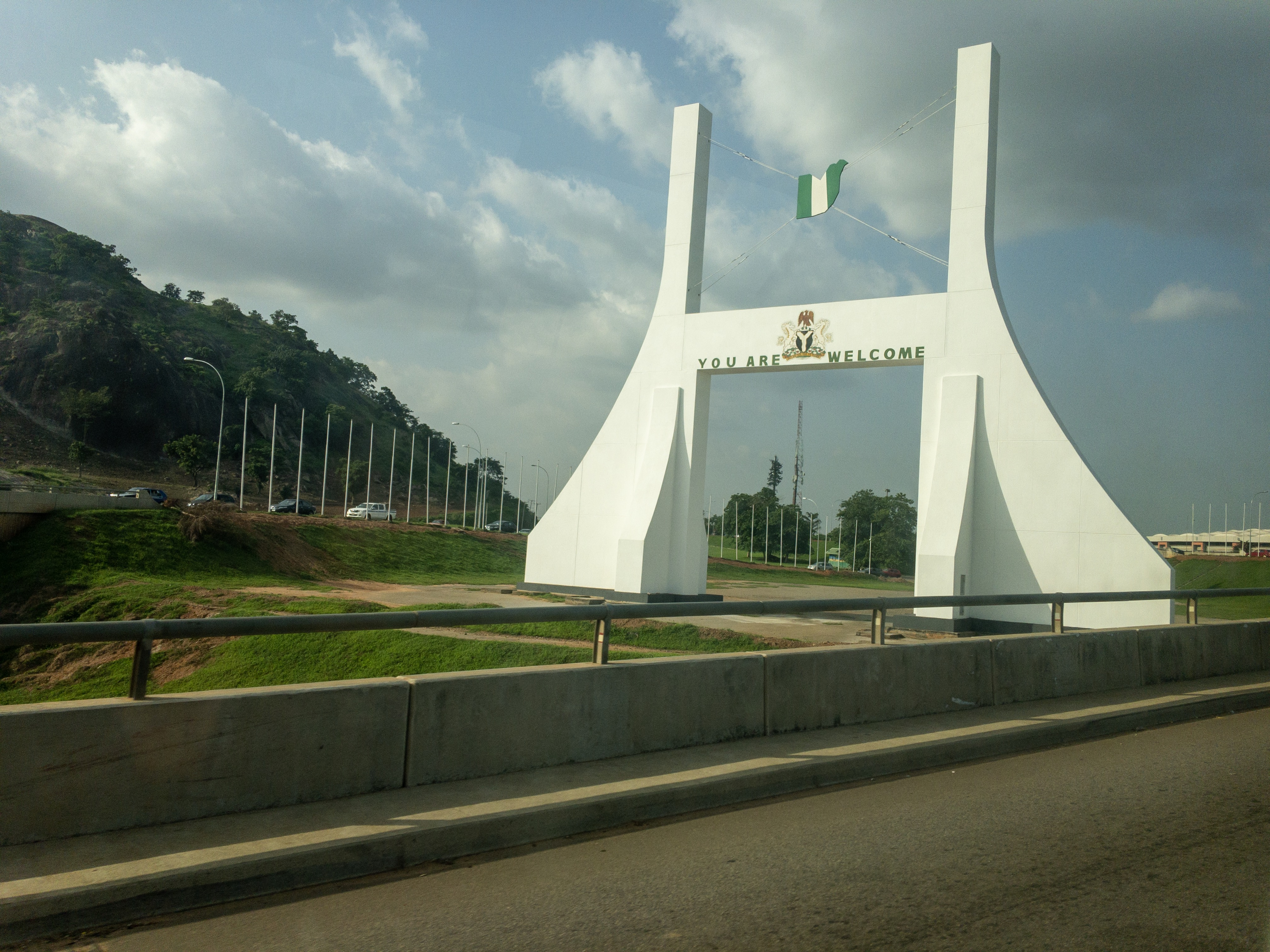
Porta de la ciutat d'Abuja
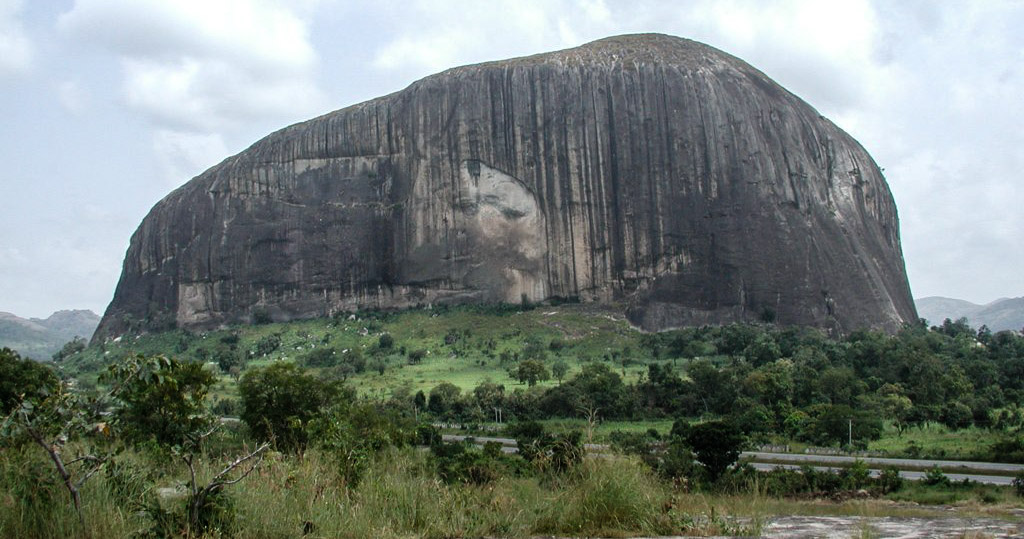
Roca de Zuma
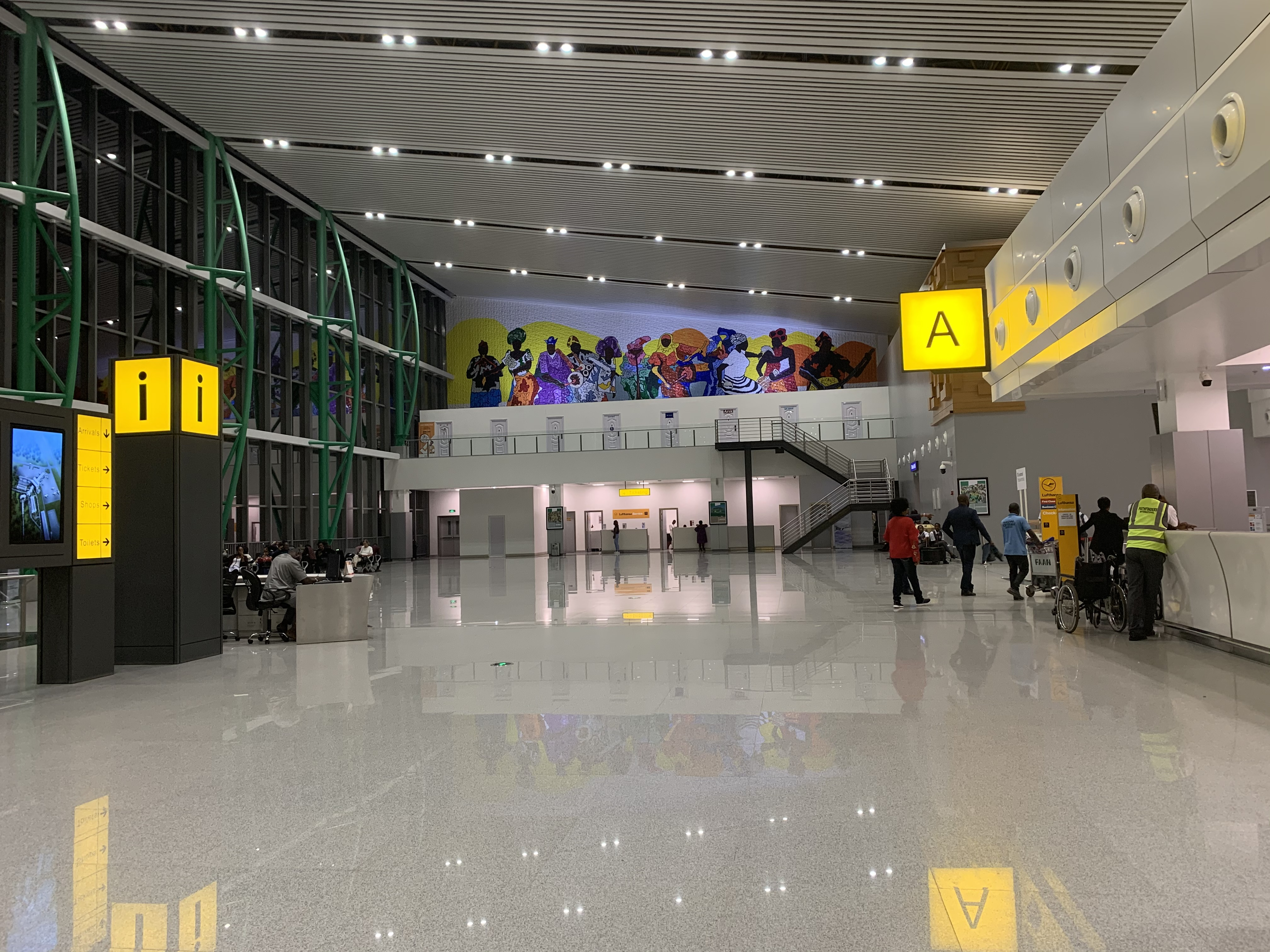
Terminal de l'Aeroport internacional de Nnamdi Azikiwe
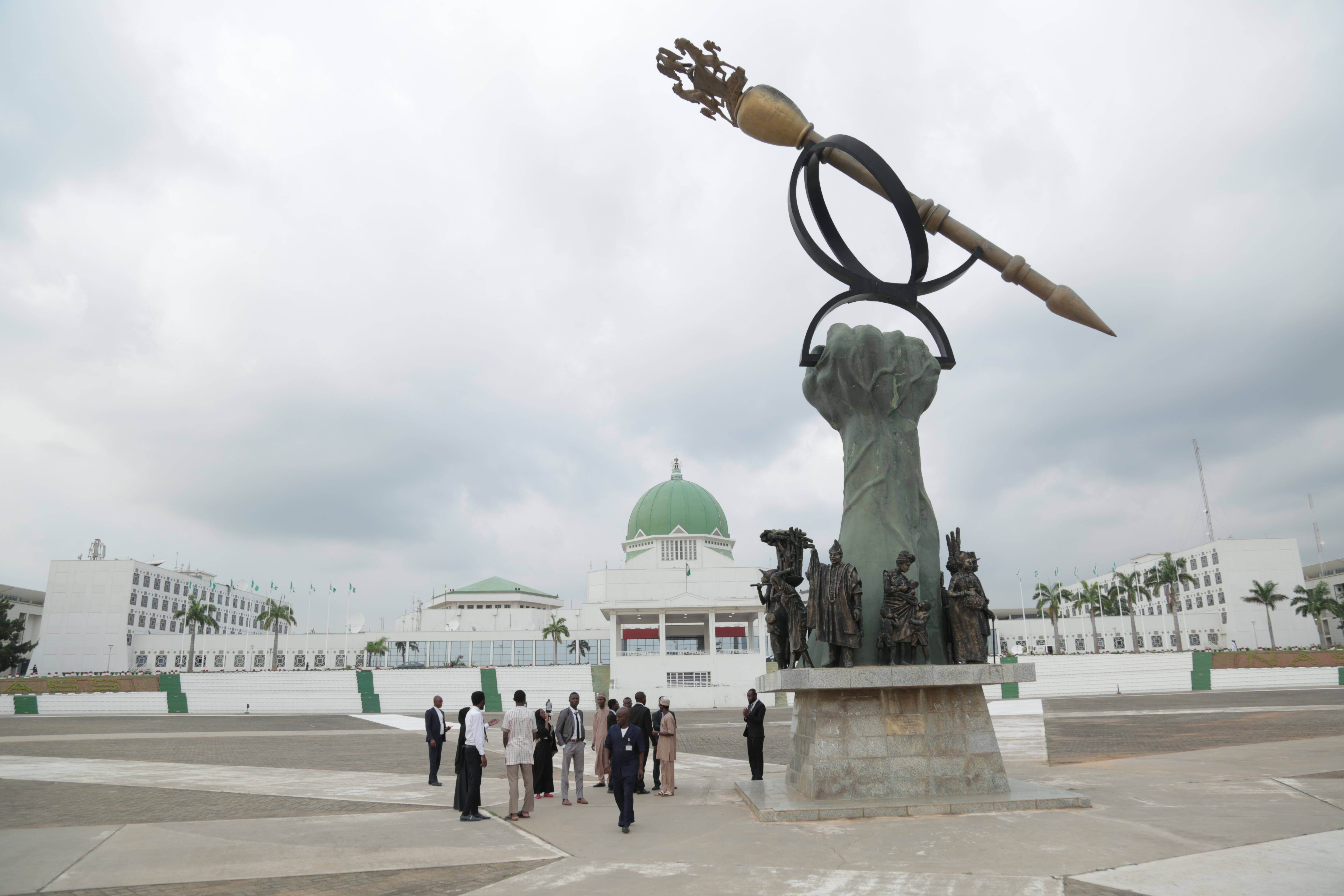
Edifici de l' Assemblea Nacional de Nigèria amb la Mace
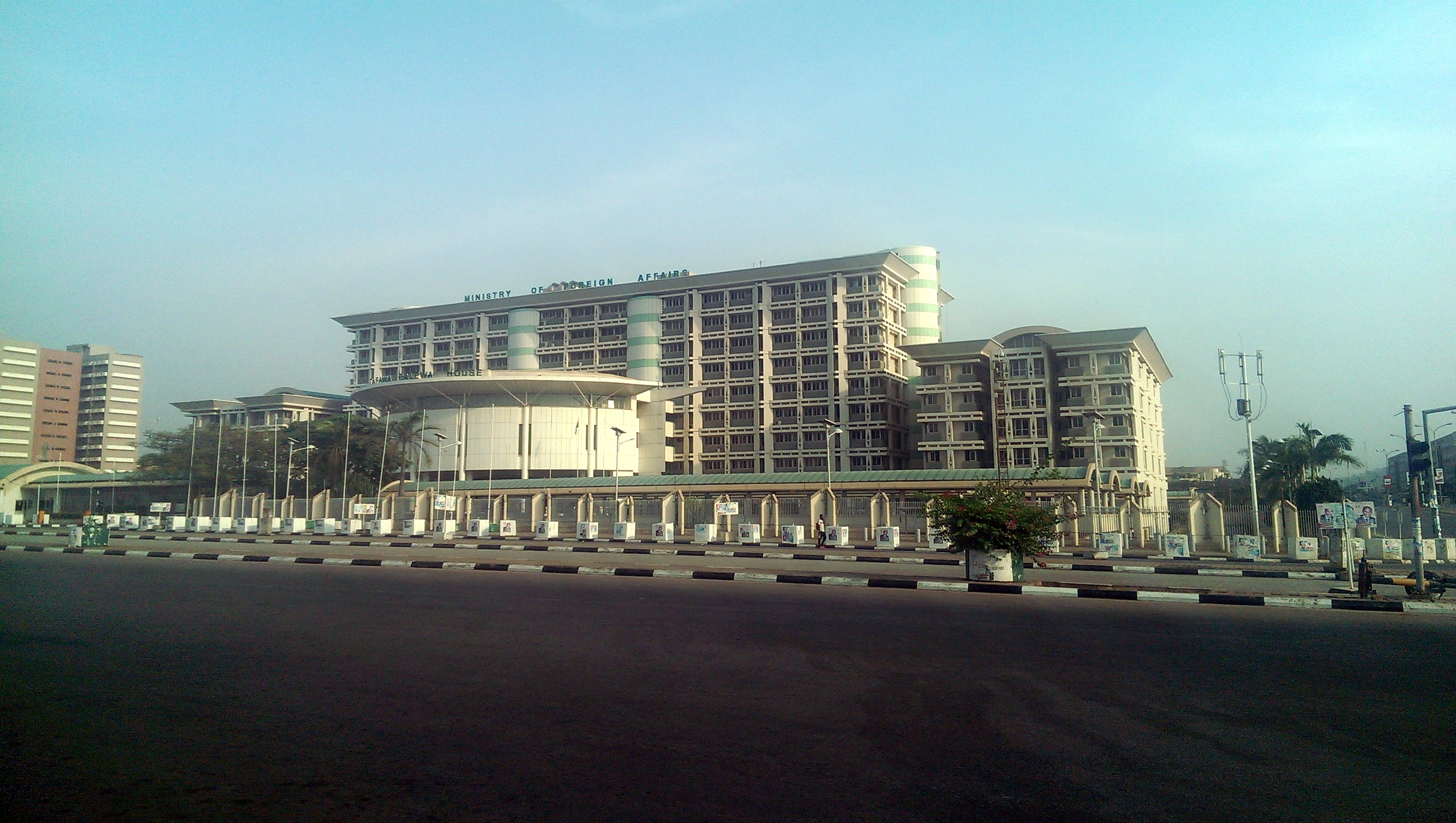
El Ministeri d'Afers Exteriors
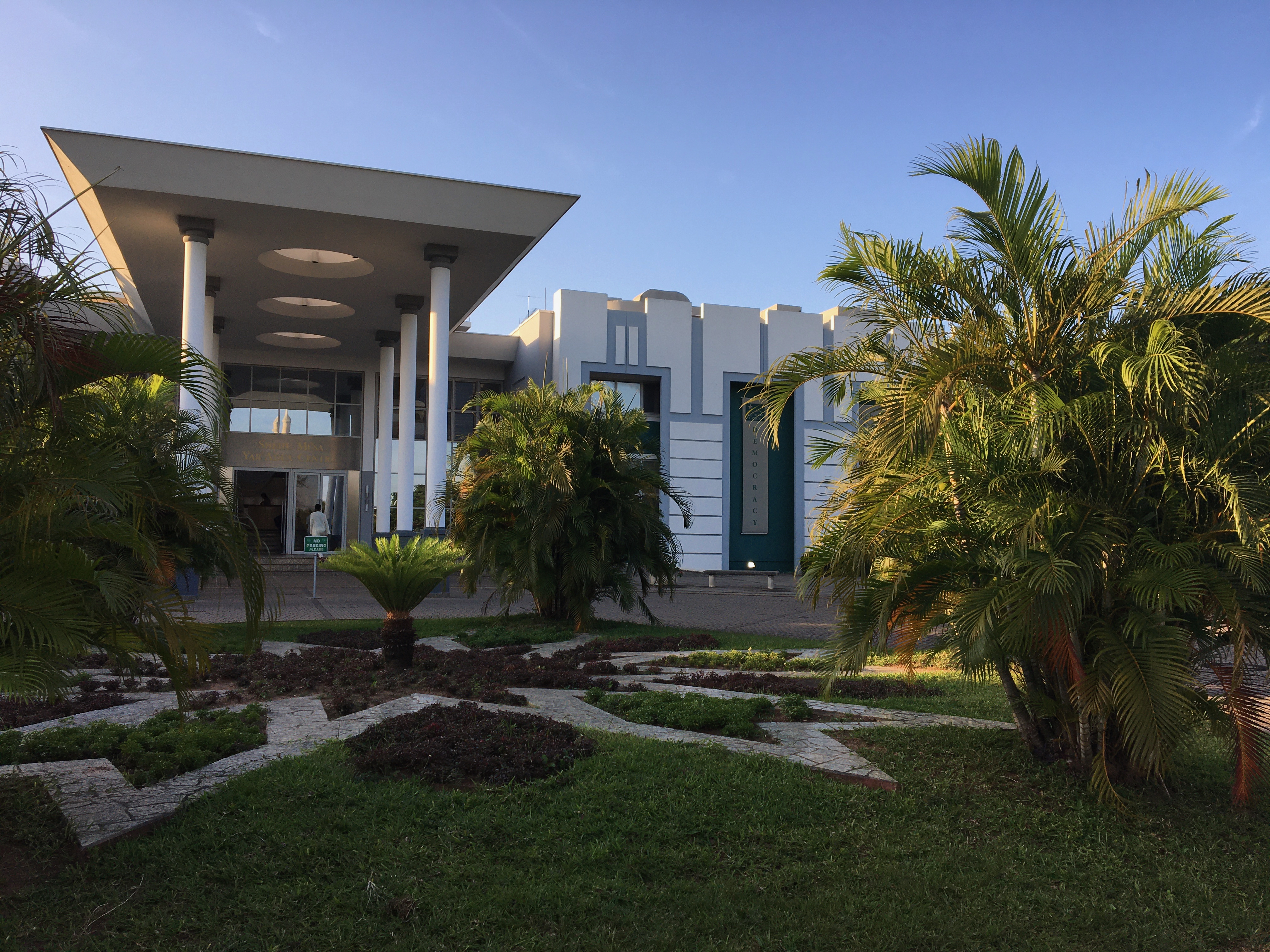
Shehu Musa Yar'adua Center
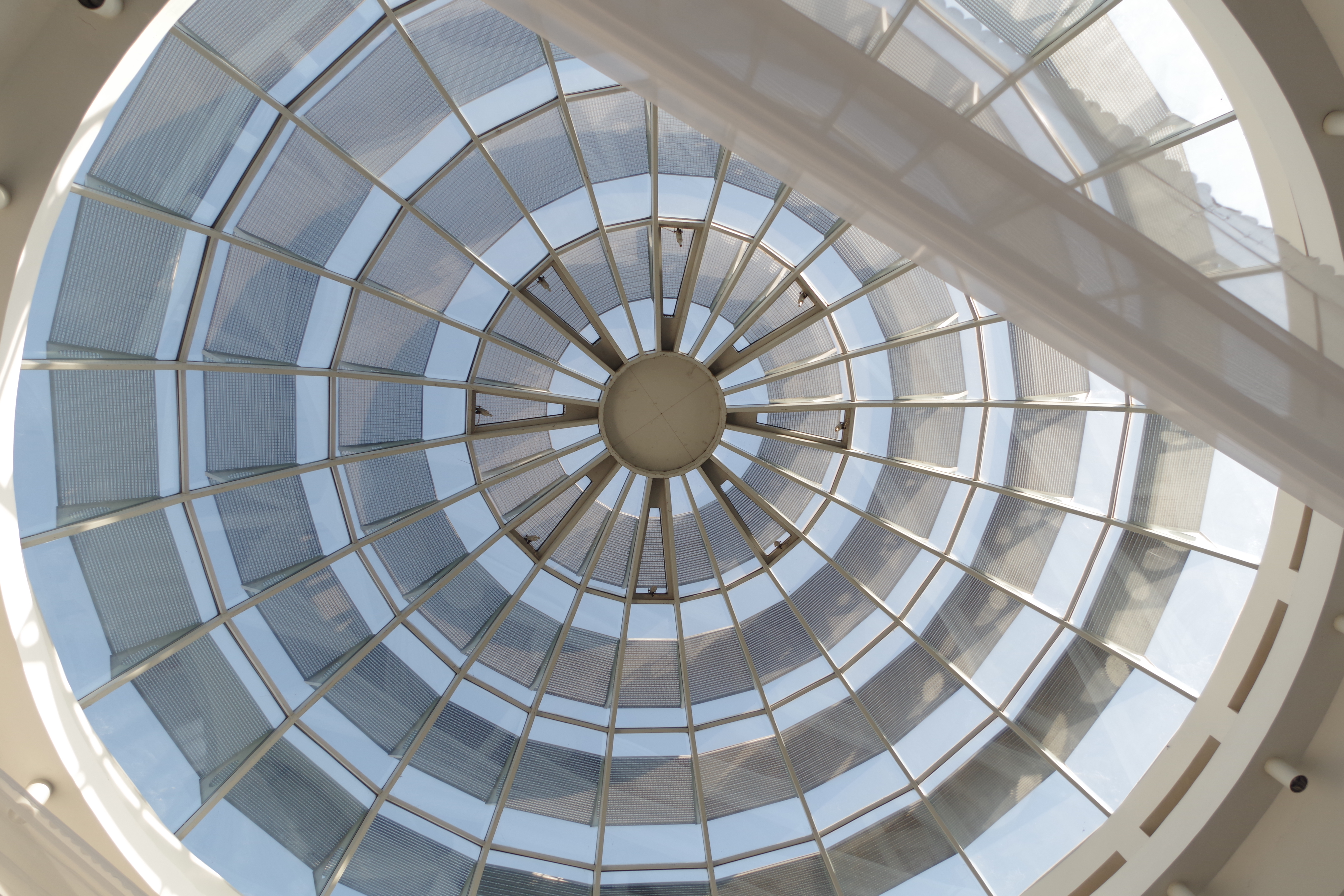
Cúpula de vidre del centre Shehu Musa Yar'adua a Abuja
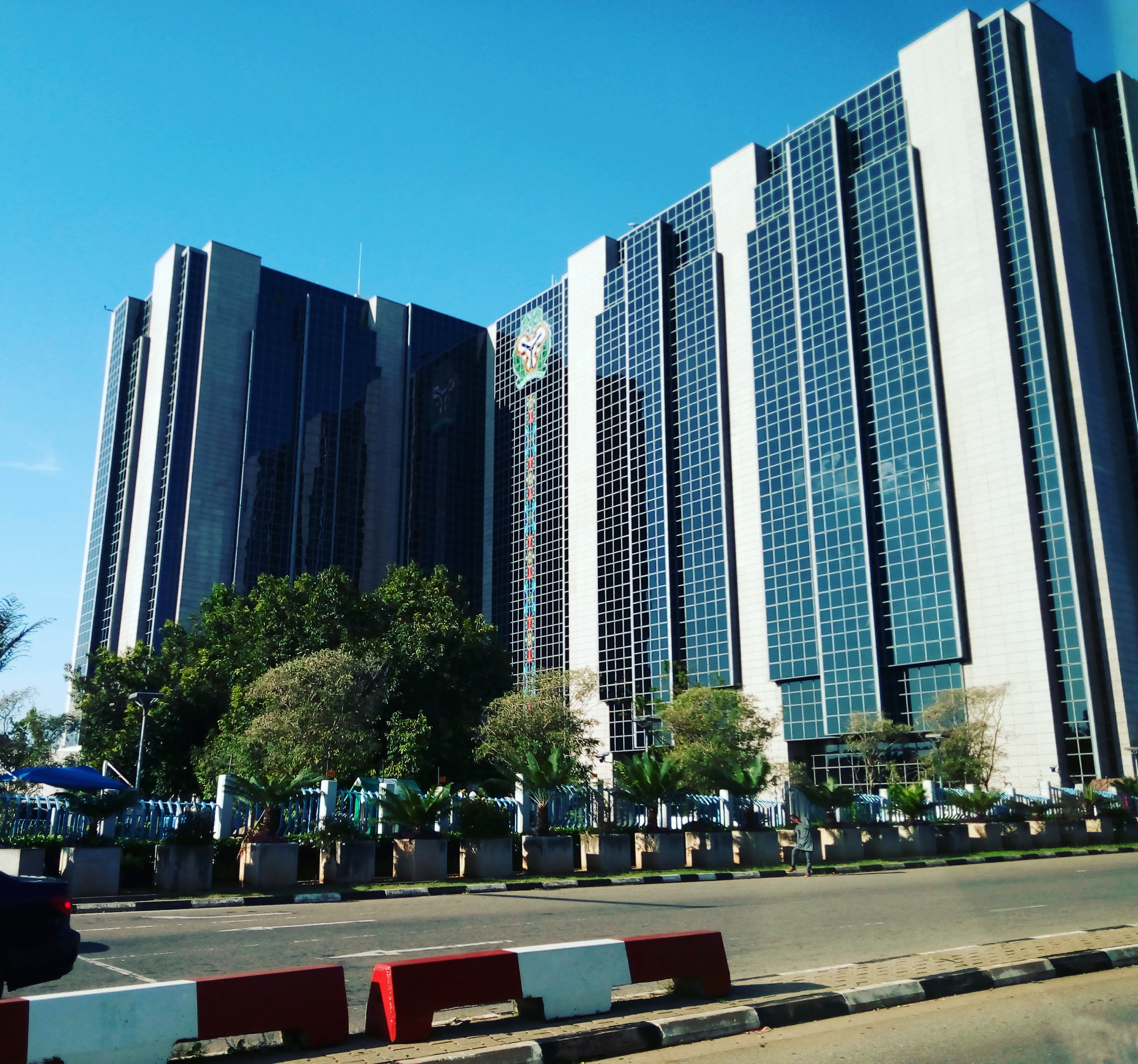
Vista lateral del Central Bank of Nigeria, Abuja
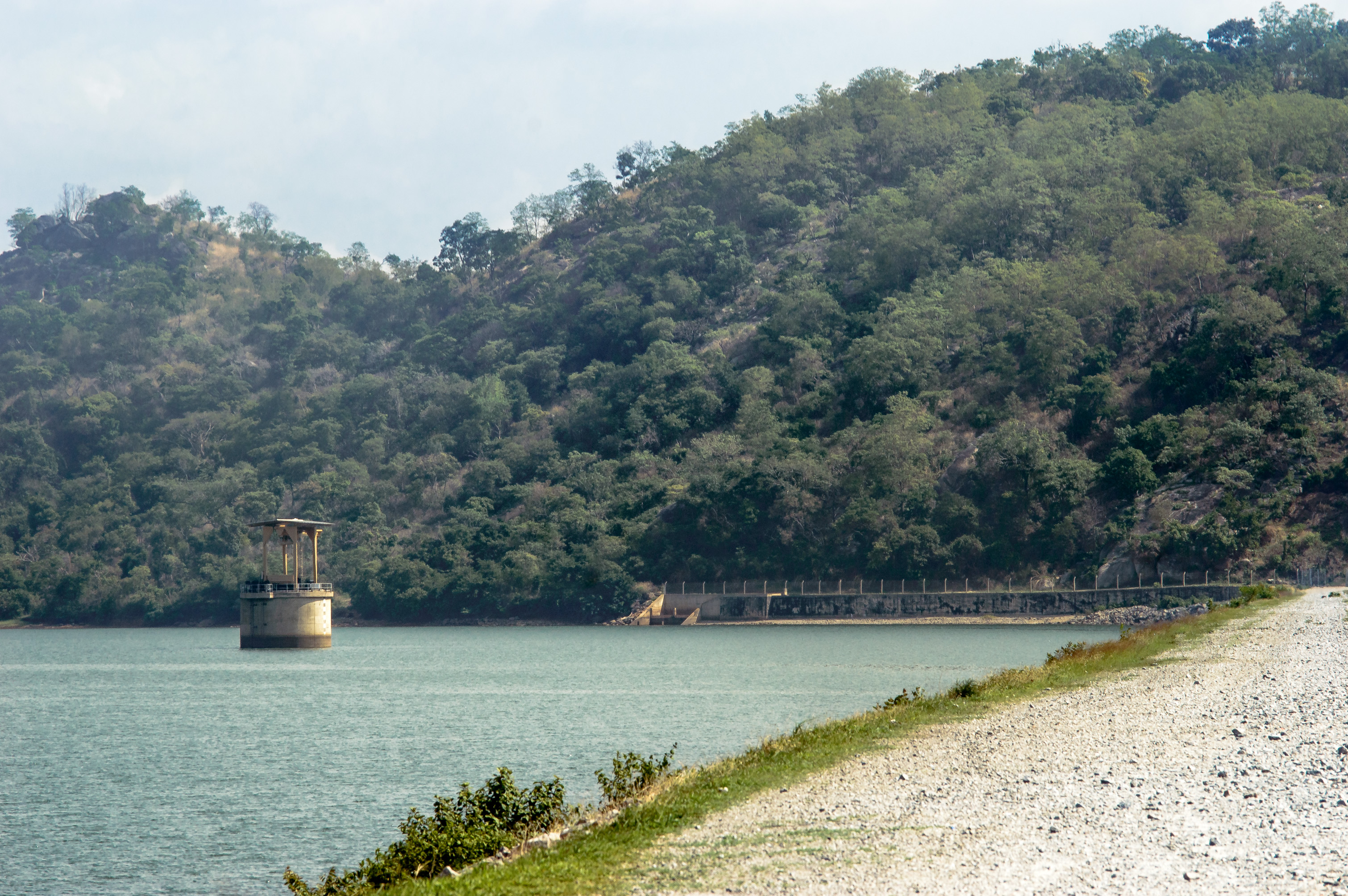
Usman Dam, Bwari Abuja
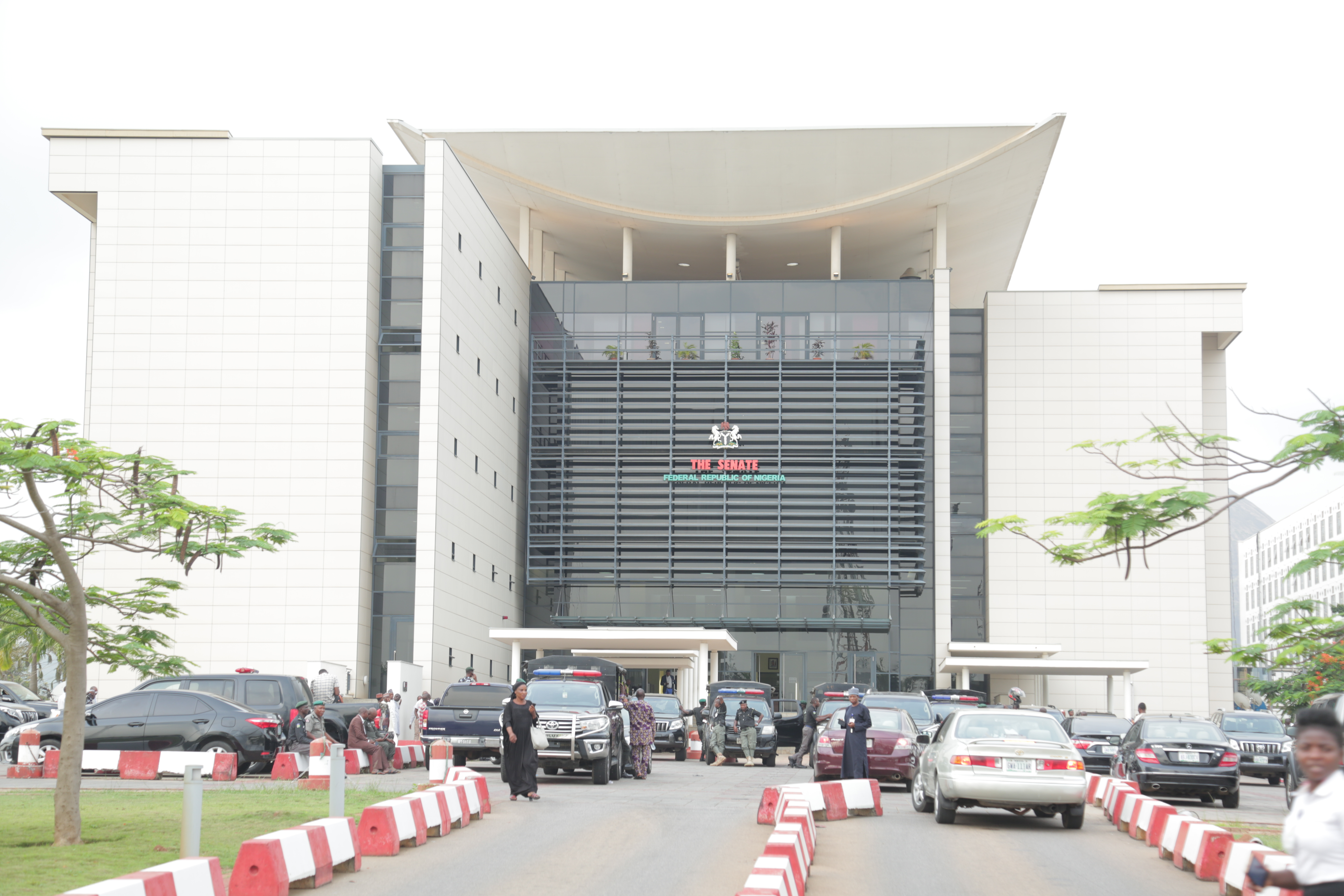
Edifici del Senat de Nigèria (cambra vermella)
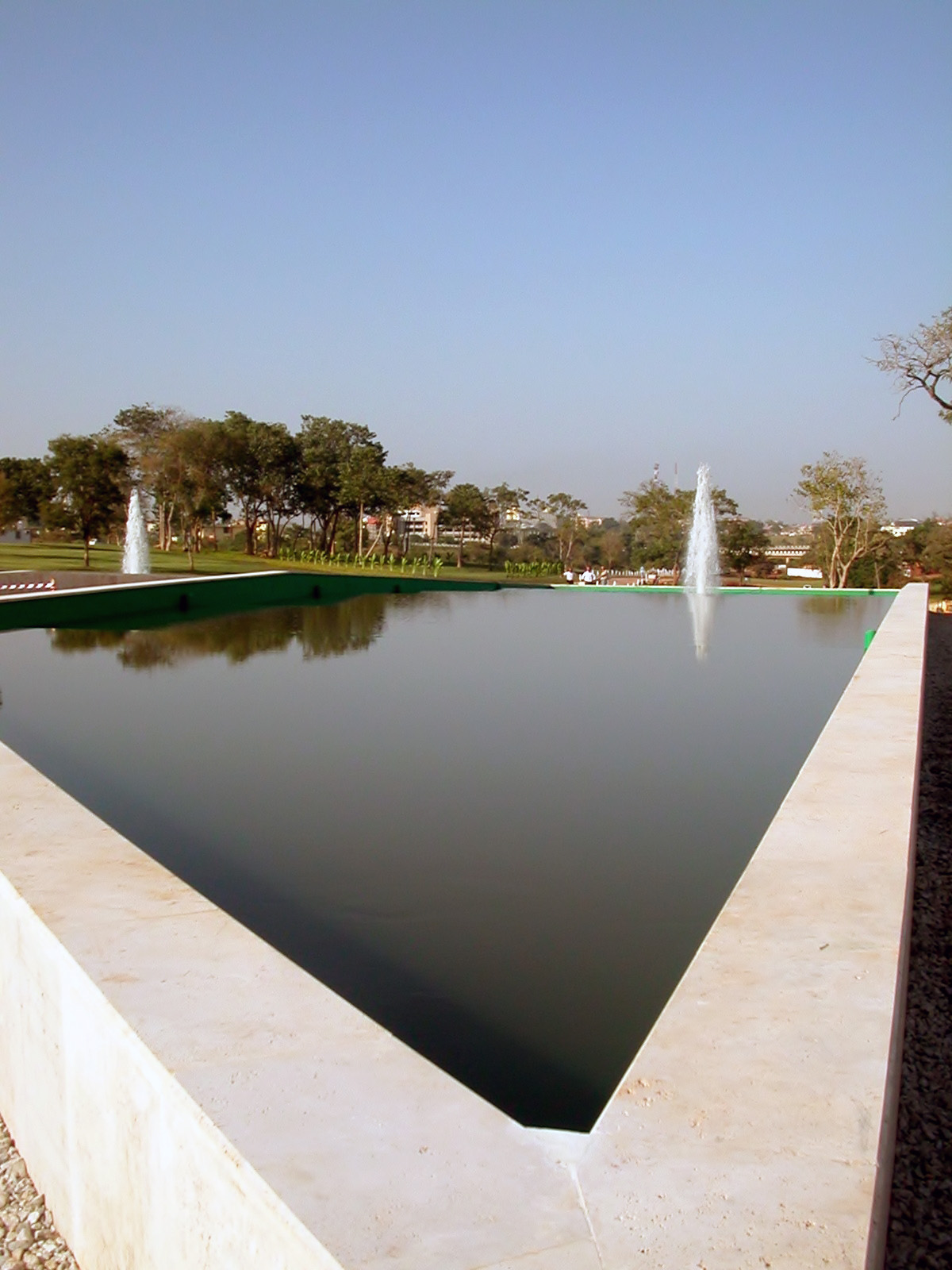
Millennium Park
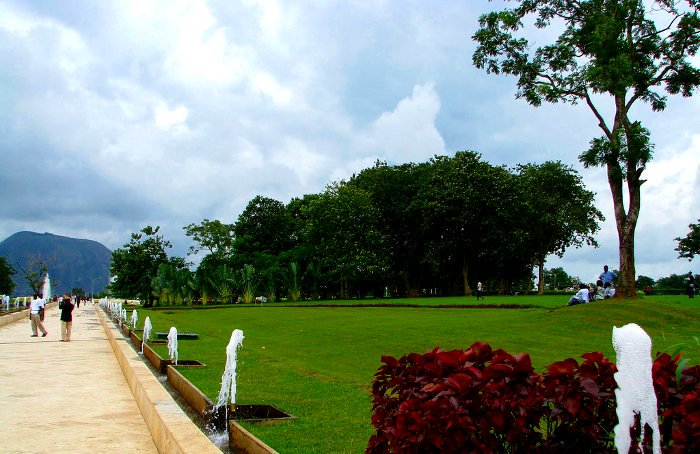
Abuja Millennium Park
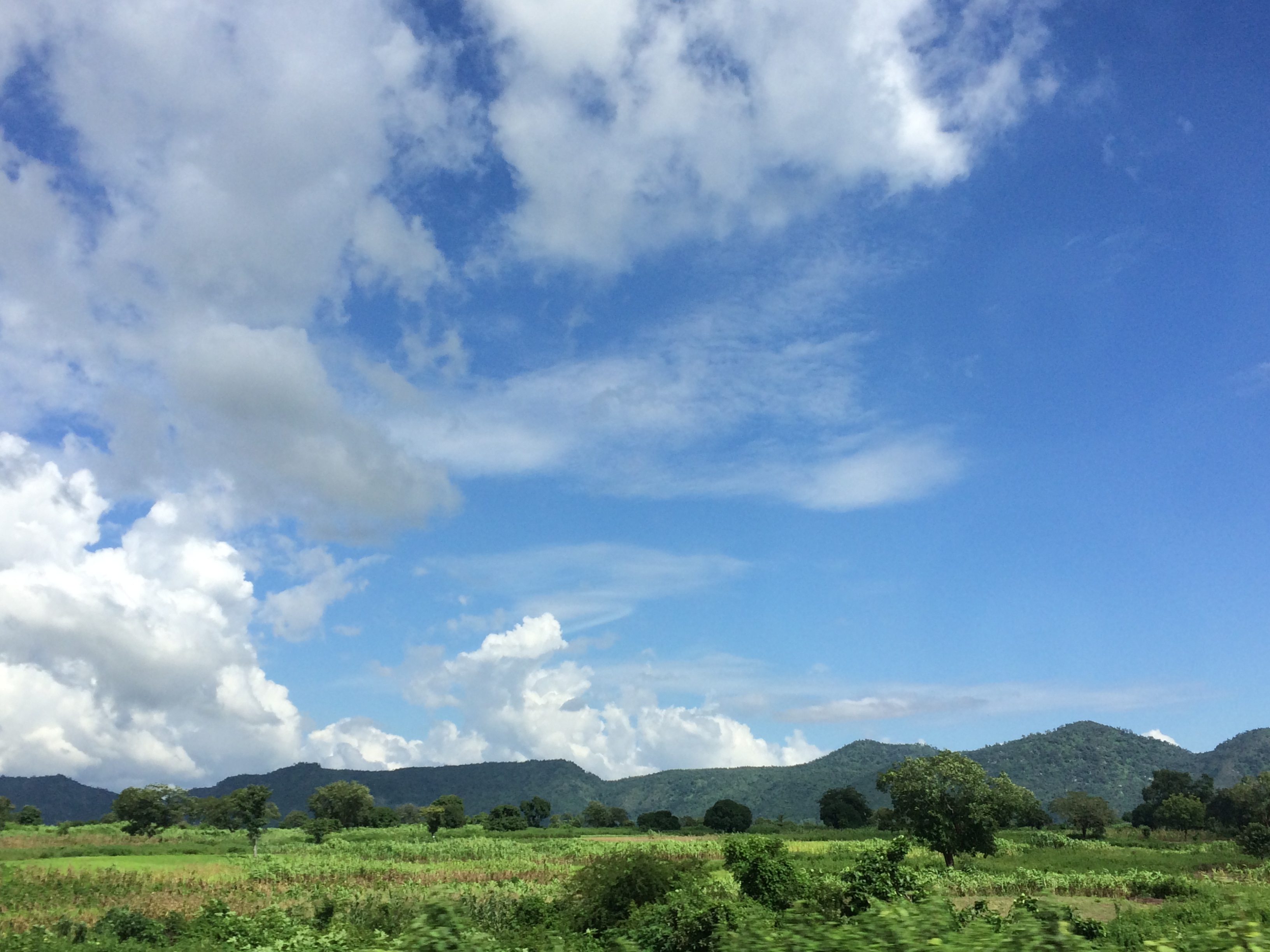
Turons verds
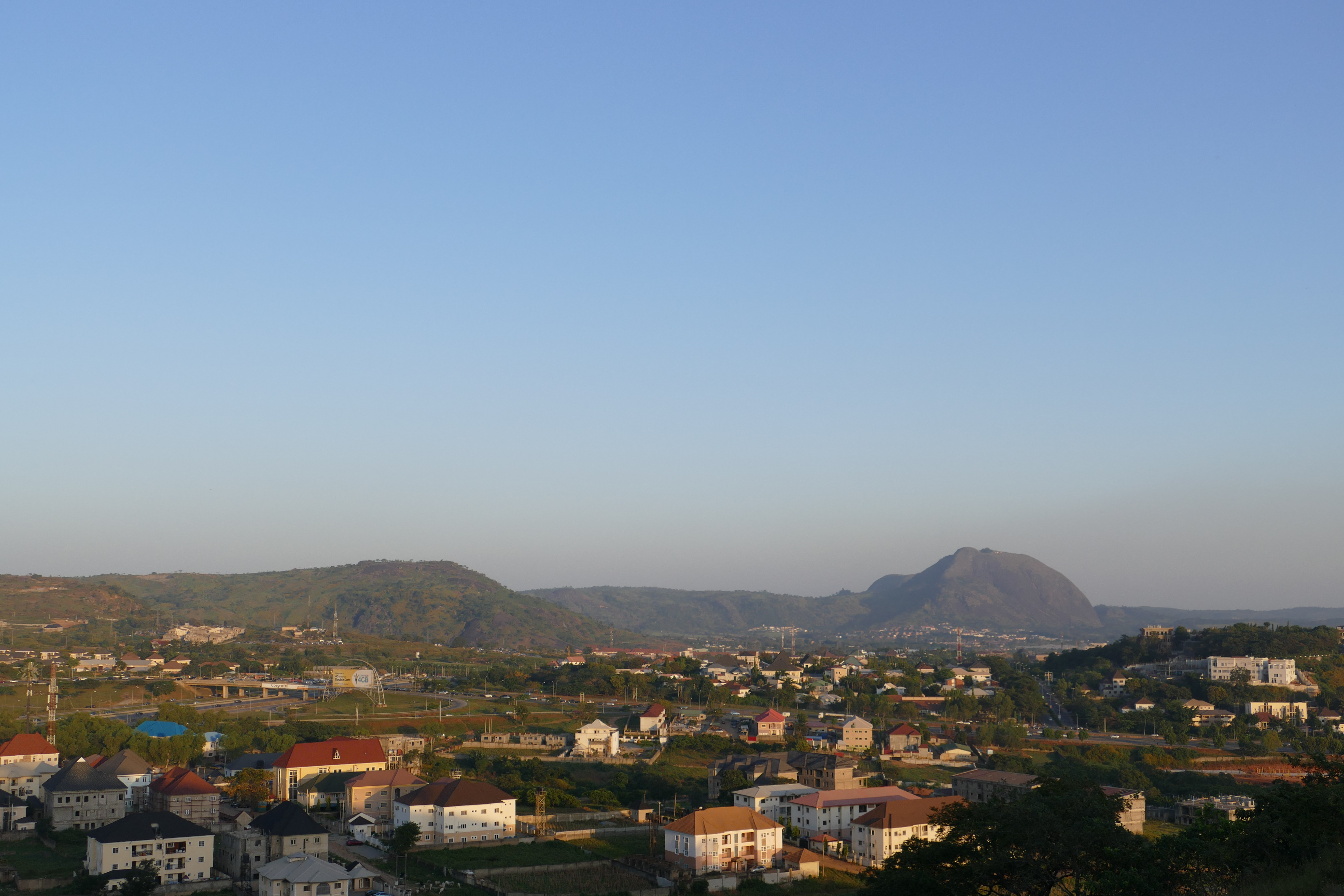
Vista d'Abuja des del turó de Katampe